# Jeff Segal

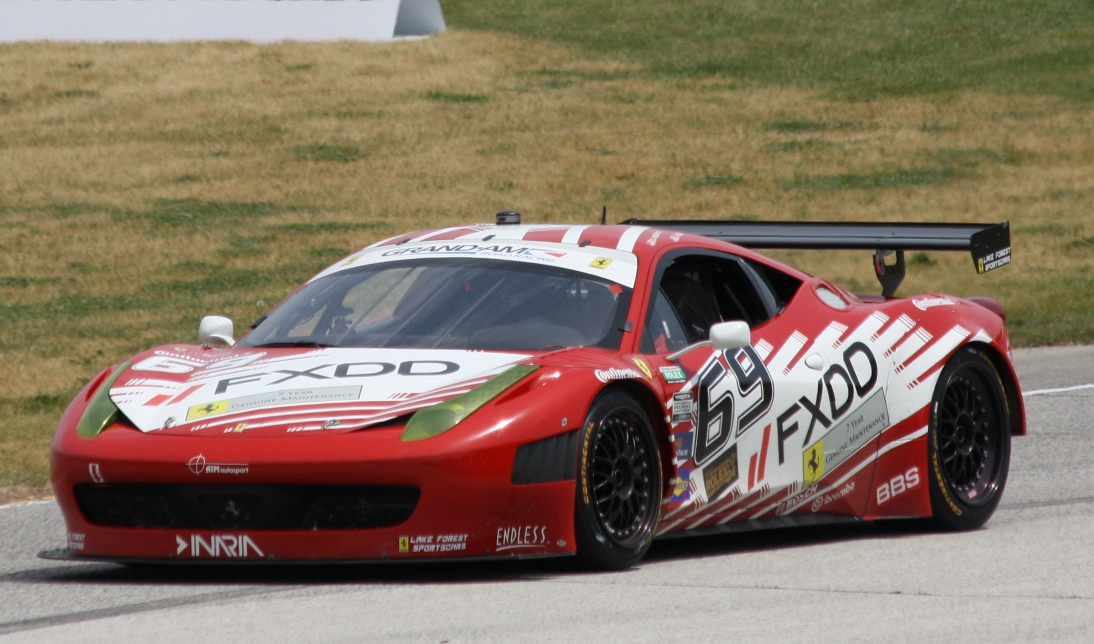
Jeff Segal im Ferrari 458 Italia 2012 in Road America

Jeffrey „Jeff“  Segal (* 27. April 1985 in Philadelphia) ist ein US-amerikanischer Autorennfahrer.

## Karriere im Motorsport
Jeff Segal begann Mitte der 2000er-Jahre mit dem Sportwagensport. Erste Rennen bestritt er in der nordamerikanischen Grand-Am Sports Car Series, wo er  2007 die Gesamtwertung der Koni Challenge für sich entschied. Im Jahr darauf wurde er Gesamtdritter. 2010 sicherte er sich gemeinsam mit Partner Emil Assentato die Gesamtwertung der GT-Klasse. Diesen Erfolg konnte das Duo 2012 wiederholen.
Seit 2014 ist er in der IMSA WeatherTech SportsCar Championship aktiv. 2015 gab er mit dem 24. Endrang sein Debüt beim 24-Stunden-Rennen von Le Mans. Sein bisher größter Erfolg bei diesem 24-Stunden-Rennen war der Sieg in der GTE-Am-Klasse 2016.

## Statistik

### Le-Mans-Ergebnisse
| Jahr | Team                   | Fahrzeug               | Teamkollege      | Teamkollege     | Platzierung             | Ausfallgrund           |
| ---- | ---------------------- | ---------------------- | ---------------- | --------------- | ----------------------- | ---------------------- |
| 2015 | Scuderia Corsa         | Ferrari 458 Italia GT2 | Townsend Bell    | Bill Sweedler   | Rang 24                 |                        |
| 2016 | Scuderia Corsa         | Ferrari 458 Italia GT2 | Townsend Bell    | Bill Sweedler   | Rang 26 und Klassensieg |                        |
| 2018 | JMW Motorsport         | Ferrari 488 GTE        | Liam Griffin     | Cooper MacNeil  | Rang 31                 |                        |
| 2019 | JMW Motorsport         | Ferrari 488 GTE        | Rodrigo Baptista | Wei Lu          | Rang 32                 |                        |
| 2020 | WeatherTech Racing     | Ferrari 488 GTE Evo    | Toni Vilander    | Cooper MacNeil  | Ausfall                 | Aufgabe nach Kollision |
| 2023 | Walkenhorst Motorsport | Ferrari 488 GTE Evo    | Chandler Hull    | Andrew Haryanto | Rang 36                 |                        |

### Sebring-Ergebnisse
| Jahr | Team                                     | Fahrzeug               | Teamkollege       | Teamkollege       | Teamkollege      | Platzierung             | Ausfallgrund |
| ---- | ---------------------------------------- | ---------------------- | ----------------- | ----------------- | ---------------- | ----------------------- | ------------ |
| 2012 | Extreme Speed Motorsports                | Ferrari 458 Italia     | Ed Brown          | Anthony Lazzaro   |                  | Rang 26                 |              |
| 2014 | AIM Autosport                            | Ferrari 458 Italia GT3 | Townsend Bell     | Bill Sweedler     | Maurizio Mediani | Rang 24                 |              |
| 2016 | Scuderia Corsa                           | Ferrari 488 GT3        | Alessandro Balzan | Christina Nielsen |                  | Rang 20 und Klassensieg |              |
| 2017 | Michael Shank Racing with Curb Agajanian | Acura NSX GT3          | Oswaldo Negri     | Tom Dyer          |                  | Rang 23                 |              |

### Einzelergebnisse in der FIA-Langstrecken-Weltmeisterschaft
| Saison  | Team                        | Rennwagen          | 1   | 2   | 3   | 4   | 5   | 6   | 7   | 8   | 9   |
| ------- | --------------------------- | ------------------ | --- | --- | --- | --- | --- | --- | --- | --- | --- |
| 2012    | Extreme Speed Motorsports   | Ferrari 458 Italia | SEB | SPA | LEM | SIL | SAO | BAH | FUJ | SHA |     |
| 2012    | Extreme Speed Motorsports   | Ferrari 458 Italia | 26  |     |     |     |     |     |     |     |     |
| 2014    | 8 Star Motorsports AF Corse | Ferrari 458 Italia | SIL | SPA | LEM | AUS | FUJ | SHA | BAH | SAO |     |
| 2014    | 8 Star Motorsports AF Corse | Ferrari 458 Italia |     |     |     | 23  | DNF |     | 23  | 21  |     |
| 2015    | Scuderia Corsa              | Ferrari 458 Italia | SIL | SPA | LEM | NÜR | AUS | FUJ | SHA | BAH |     |
| 2015    | Scuderia Corsa              | Ferrari 458 Italia | 24  |     |     |     |     |     |     |     |     |
| 2016    | Scuderia Corsa              | Ferrari 458 Italia | SIL | SPA | LEM | NÜR | MEX | AUS | FUJ | SHA | BAH |
| 2016    | Scuderia Corsa              | Ferrari 458 Italia | 26  |     |     |     |     |     |     |     |     |
| 2018/19 | Scuderia Corsa              | Ferrari 488 GTE    | SPA | LEM | SIL | FUJ | SHA | SEB | SPA | LEM |     |
| 2018/19 | Scuderia Corsa              | Ferrari 488 GTE    |     | 31  |     |     |     |     |     | 32  |     |
| 2019/20 | WeatherTech Racing          | Ferrari 488 GTE    | SIL | FUJ | SHA | BAH | AUS | SPA | LEM | BAH |     |
| 2019/20 | WeatherTech Racing          | Ferrari 488 GTE    |     |     |     | DNF |     |     |     |     |     |
| 2023    | Walkenhorst Motorsport      | Ferrari 488 GTE    | SEB | POR | SPA | LEM | MON | FUJ | BAH |     |     |
| 2023    | Walkenhorst Motorsport      | Ferrari 488 GTE    | 36  |     |     |     |     |     |     |     |     |